# Премия Пола Селвина
Премия Пола Селвина (англ. Paul Selvin Award) — специальная награда, присуждаемая Гильдией сценаристов США. Она присуждается сценарию, который «лучше всего воплощает в себе дух конституционных и гражданских прав и свобод, которые необходимы для выживания свободных сценаристов во всём мире и защите которых Пол Селвин посвятил свою профессиональную жизнь».
За исключением 2007 года, когда награда не присуждалась, она вручается ежегодно, начиная с 42-й церемонии вручения премии Гильдии сценаристов США в 1990 году. Ни один сценарист не получил больше одной награды.

## Получатели

### 1990-е
| Год         | Фильм/Телесериал                                      | Сценарист(ы)                               |
| ----------- | ----------------------------------------------------- | ------------------------------------------ |
| 1990 (42-я) | Рой против Уэйда                                      | Элисон Кросс                               |
| 1991 (43-я) | Жаркая пора                                           | Майкл Лазару                               |
| 1992 (44-я) | Разделённые, но равные (Эпизоды «Part I» и «Part II») | Джордж Стивенс мл.                         |
| 1993 (45-я) | Виновен, пока невиновность не доказана                | Синтия Уиткомб                             |
| 1994 (46-я) | Дэйв                                                  | Гэри Росс                                  |
| 1995 (47-я) | Свидетели казни                                       | Томас Баум, Присцилла Прествидж и Кит Пирс |
| 1996 (48-я) | Застава фехтовальщиков (Эпизод «Final Judgement»)     | Дэвид Э. Келли                             |
| 1997 (49-я) | Народ против Ларри Флинта                             | Скотт Александер и Ларри Карашевски        |
| 1998 (50-я) | Роузвуд                                               | Грегори Пуарье                             |
| 1999 (51-я) | Слепая вера                                           | Фрэнк Милитери                             |

### 2000-е
| Год         | Фильм/Телесериал                   | Сценарист(ы)                  | Пр.   |
| ----------- | ---------------------------------- | ----------------------------- | ----- |
| 2000 (52-я) | Свой человек                       | Эрик Рот и Майкл Манн         |       |
| 2001 (53-я) | Перо маркиза де Сада               | Даг Райт                      |       |
| 2002 (54-я) | Во имя любви                       | Тимоти Дж. Секстон            | [ 3 ] |
| 2003 (55-я) | История Мэттью Шепарда             | Джон Уирик и Джейкоб Крюгер   | [ 4 ] |
| 2004 (56-я) | Секреты Пентагона                  | Джейсон Хорвич                |       |
| 2005 (57-я) | Симпсоны (Эпизод «Fraudcast News») | Дон Пэйн                      | [ 5 ] |
| 2006 (58-я) | Доброй ночи и удачи                | Джордж Клуни и Грант Хеслов   | [ 6 ] |
| 2007 (59-я) | Не присуждалась                    | Не присуждалась               |       |
| 2008 (60-я) | Большие спорщики                   | Роберт Эйзель и Джеффри Порро | [ 7 ] |
| 2009 (61-я) | Харви Милк                         | Дастин Лэнс Блэк              | [ 8 ] |

### 2010-е
| Год         | Фильм/Телесериал                     | Сценарист(ы)                            | Пр.    |
| ----------- | ------------------------------------ | --------------------------------------- | ------ |
| 2010 (62-я) | Непокорённый                         | Энтони Пекхэм                           | [ 9 ]  |
| 2011 (63-я) | Игра без правил                      | Джез Баттеруорт и Джон-Генри Баттеруорт | [ 10 ] |
| 2012 (64-я) | Прислуга                             | Тейт Тейлор                             | [ 11 ] |
| 2013 (65-я) | Линкольн                             | Тони Кушнер                             | [ 12 ] |
| 2014 (66-я) | Мы крадём секреты: История WikiLeaks | Алекс Гибни                             | [ 13 ] |
| 2015 (67-я) | Ложь во спасение                     | Маргарет Негл                           | [ 14 ] |
| 2016 (68-я) | Трамбо                               | Джон МакНамара                          | [ 15 ] |
| 2017 (69-я) | Слушание                             | Сюзанна Грант                           | [ 16 ] |
| 2018 (70-я) | Секретное досье                      | Лиз Ханна и Джош Сингер                 | [ 17 ] |
| 2019 (71-я) | Власть                               | Адам Маккей                             | [ 18 ] |

### 2020-е
| Год         | Фильм/Телесериал          | Сценарист(ы)                                    | Пр.    |
| ----------- | ------------------------- | ----------------------------------------------- | ------ |
| 2020 (72-я) | Скандал                   | Чарльз Рэндольф                                 | [ 19 ] |
| 2021 (73-я) | Иуда и чёрный мессия      | Уилл Берсон, Шака Кинг, Кенни Лукас и Кит Лукас | [ 20 ] |
| 2022 (74-я) | Подземная железная дорога | Барри Дженкинс                                  | [ 21 ] |
| 2023 (75-я) | Её правда                 | Ребекка Ленкиевич                               | [ 22 ] |